# Altube
Altube (baskiska: Altube ibaia) är ett vattendrag i Spanien. Det ligger i den norra delen av landet, 300 km norr om huvudstaden Madrid.